# Tritriva (jezioro)
Tritriva – jezioro w środkowej części Madagaskaru, położone w regionie Vakinankaratra, w pobliżu miejscowości Belazao. Jezioro wypełnia krater wygasłego wulkanu, znajdującego się w okolicy znanej z dużej ilości gorących źródeł. Kaldera, w której znajduje się jezioro, otoczona jest pionowymi gnejsowymi klifami. Krawędź kaldery znajduje się na wysokości ok. 2000 m n.p.m., a powierzchnia jeziora ok. 50 m niżej. Niezwykłym zjawiskiem jest fakt, że poziom wody w jeziorze spada w czasie pory deszczowej, a rośnie w czasie pory suchej. Tłumaczy się to istnieniem podziemnych kanałów, łączących Tritrivę z innymi jeziorami w okolicy. 

## Galeria

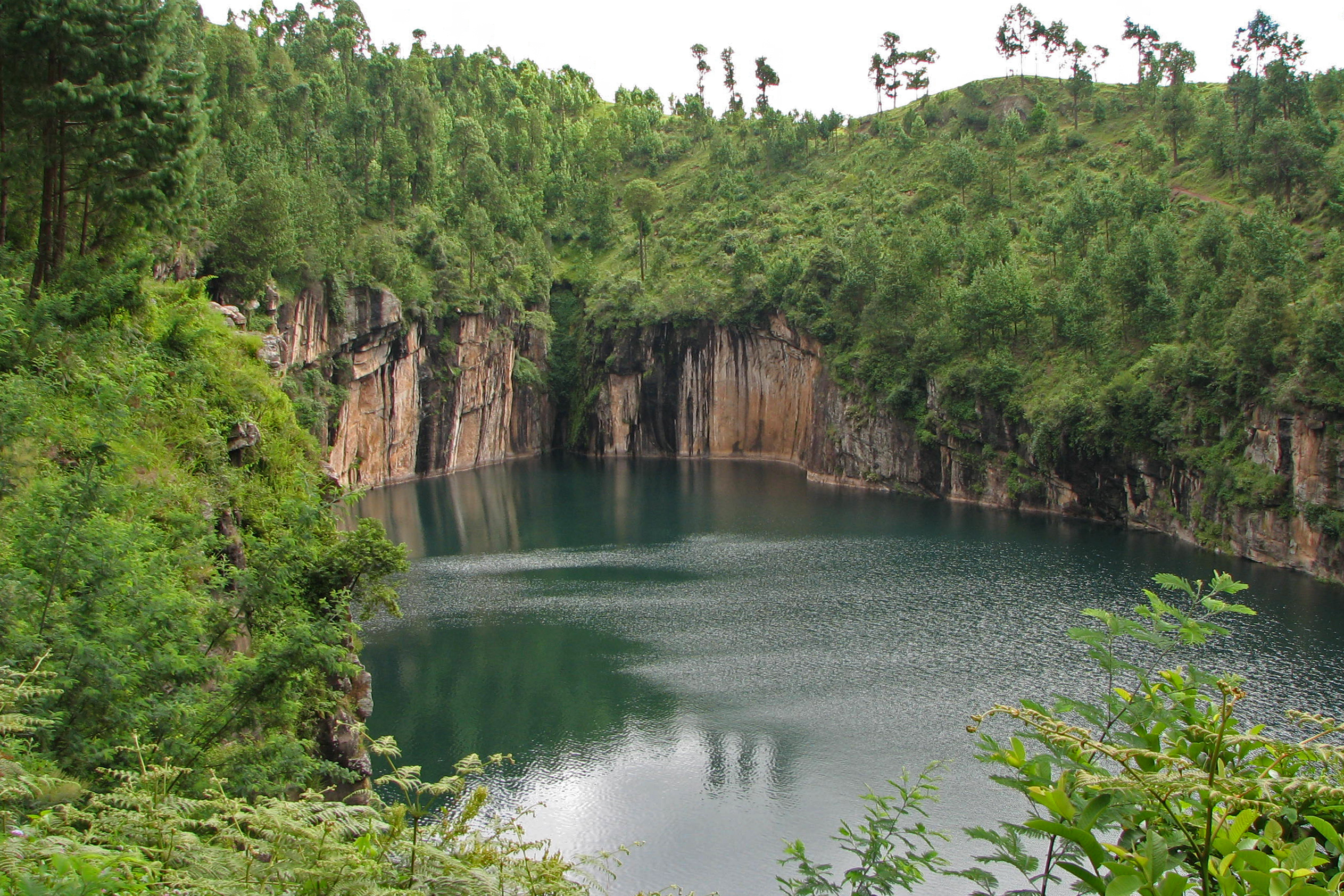
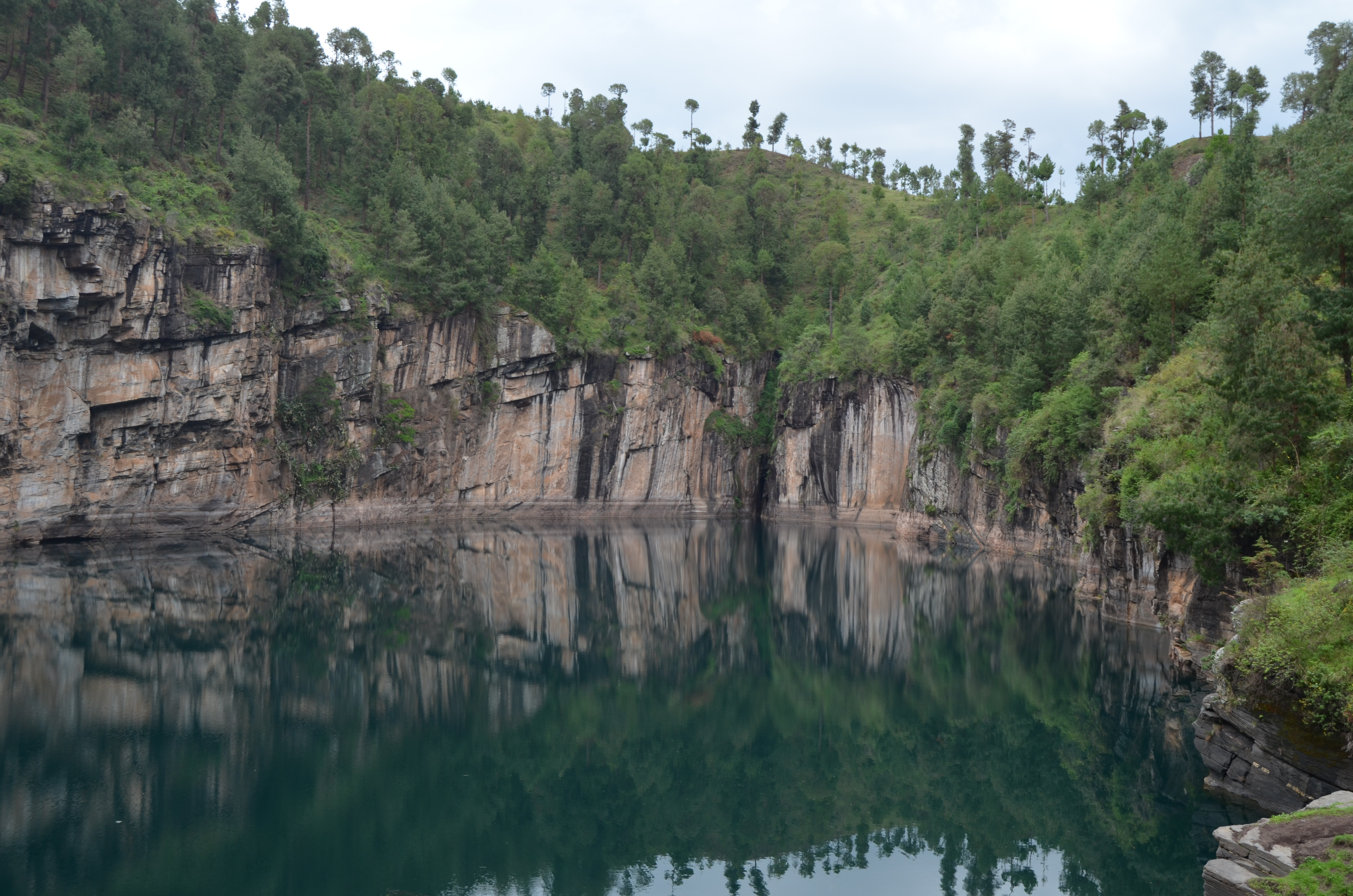
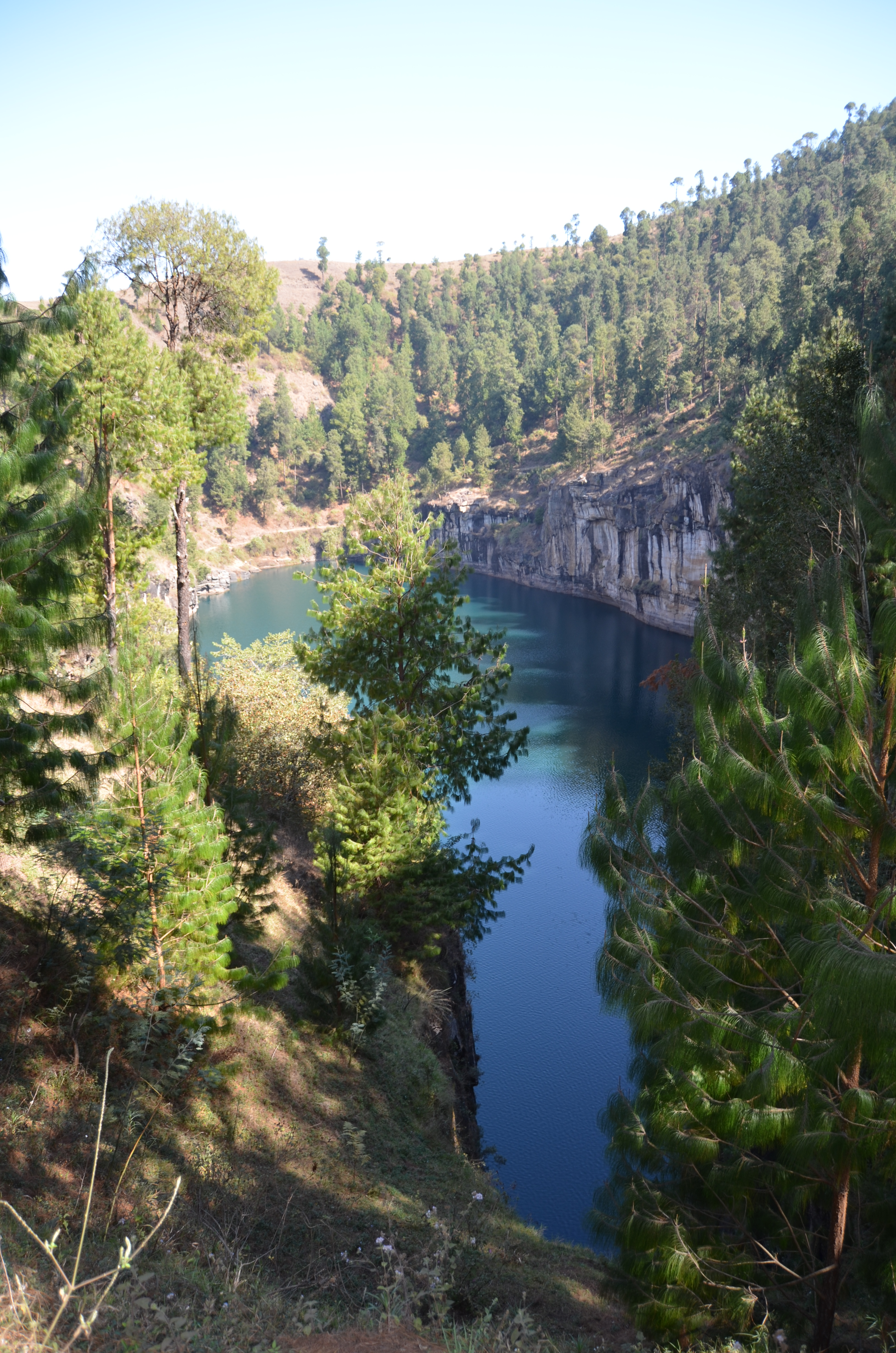
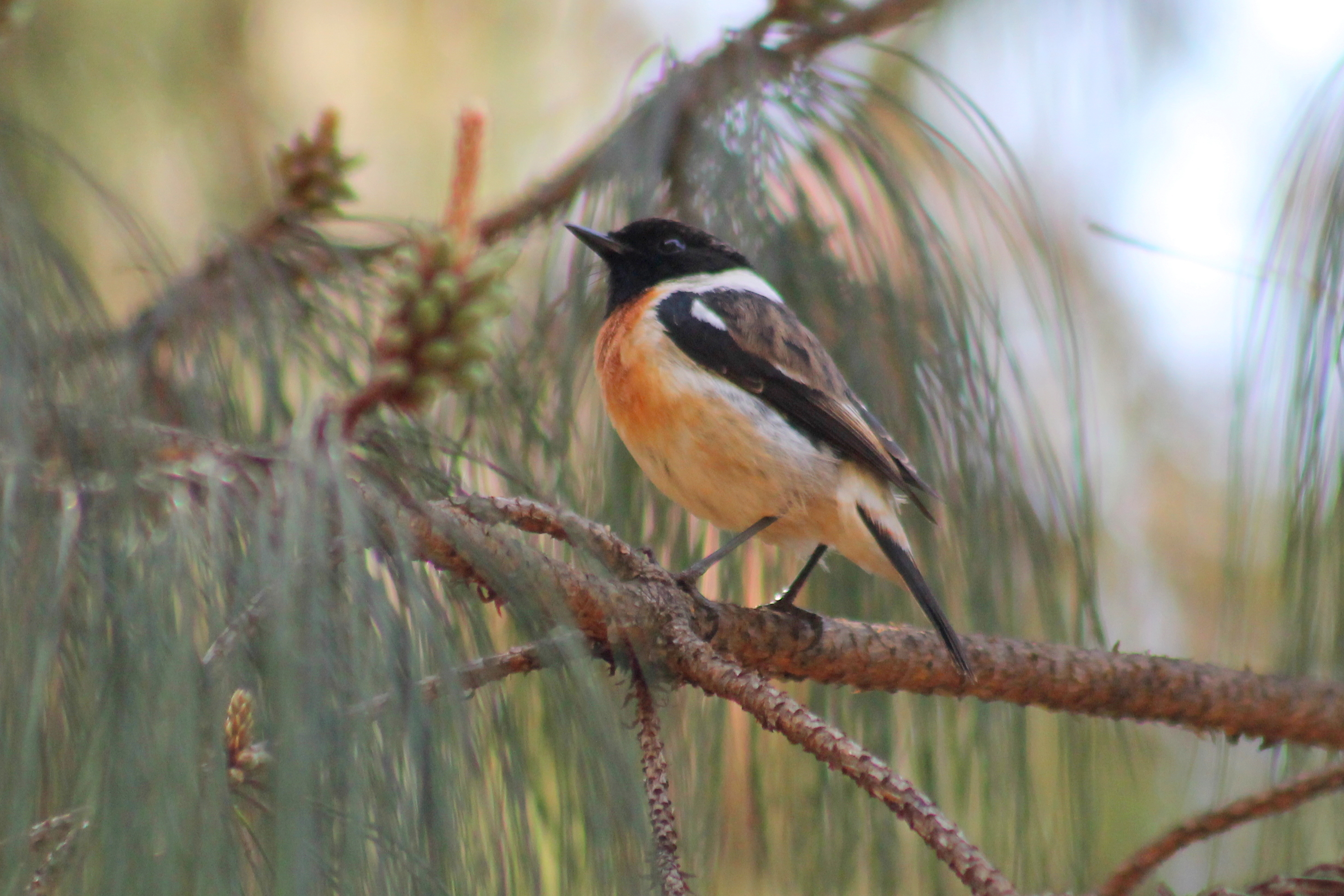
Saxicola sibilla żyjąca nad jeziorem Tritriva
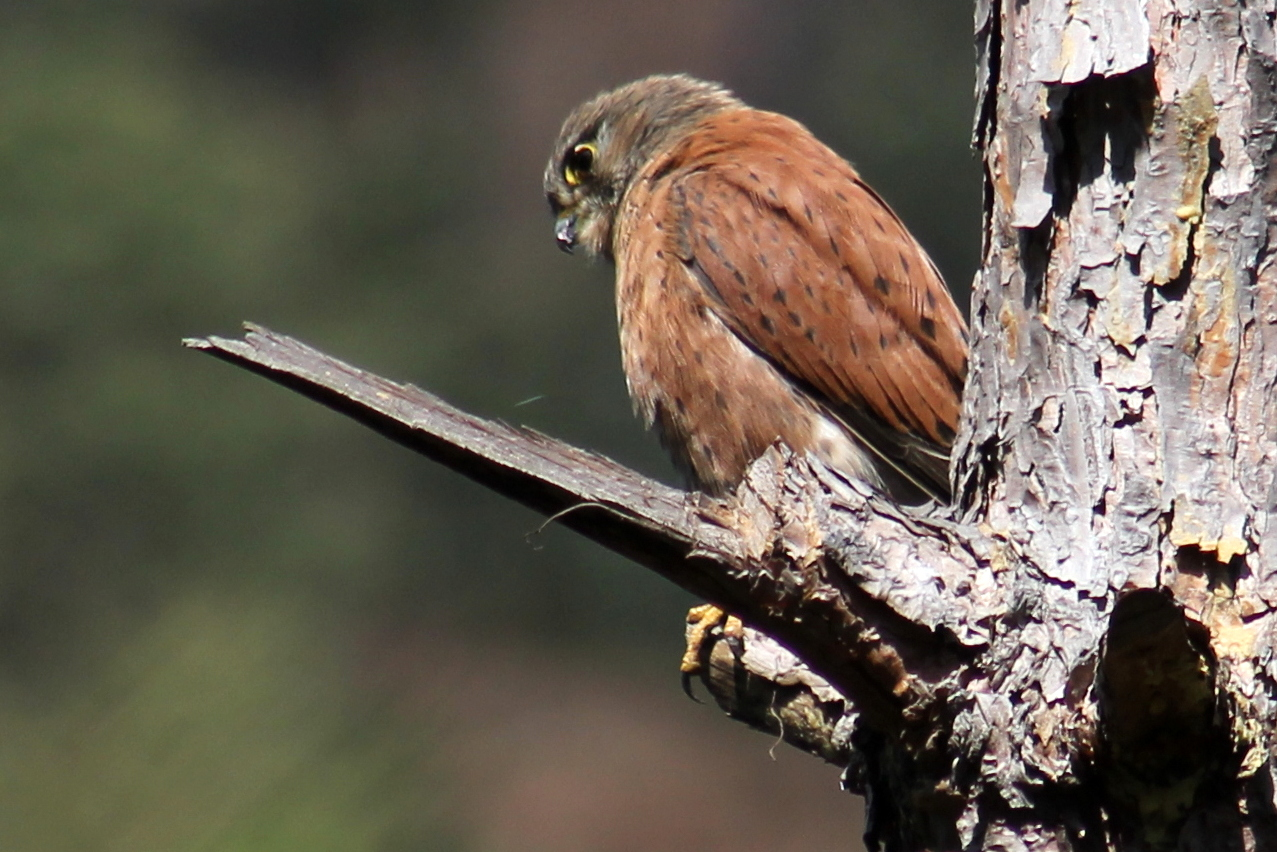
Pustułka malgaska nad jeziorem Tritriva